# أمبير قو
أمبير قو (بالإنجليزية: Amber Kuo) (و. 1986 – م) هي مغنية، وممثلة، وممثلة أفلام، من تايوان، ولدت في تايوان.

## وصلات خارجية
- أمبير قو على موقع IMDb (الإنجليزية)
- أمبير قو على موقع ميوزك برينز (الإنجليزية)
- أمبير قو على موقع أول موفي (الإنجليزية)
- أمبير قو على موقع ديسكوغز (الإنجليزية)
- أمبير قو على موقع قاعدة بيانات الفيلم (الإنجليزية)